# جاناتان تورس (بازیکن فوتبال، زاده ۱۹۸۳)
جاناتان تورس (انگلیسی: Jonathan Torres؛ زادهٔ ۱۱ مهٔ ۱۹۸۳) بازیکن فوتبال است.